# Аукштайти
Аукштайти (лит. aukštaičiai, біл. аўкштайты) ― локальна назва населення східної та центральної частини Литовської республіки. Цей термін зазвичай відносили до назви південно-східної частини литовців, але іноді аукштайтів зараховували до литвинів. Серед аукштайтів виділяють локальну групу дзуків, які характеризуються особливостями мови (дзекання) та етнографічним походженням.

## Етимологія терміна
Назва походить від лит. aukštas, aukštis «високий, верхній» на відміну від назви жемайтів (<žemas «низький, низинний»), що традиційно пов'язується з розселенням за течією річки Німан. Однак Зіґмас Зінкявічус вважає, що це протиставлення доречніше пов'язувати з тим, що жемайти жили в низинах, а аукштайти були мешканцями височин.

## Перша згадка
У письмових джерелах цей термін вперше згадується в Хроніці Дусбурга при описі подій 1294 р..

## Еволюція
Аукштайтами називали населення східних і центральних районів території сучасної Литви. Під назвою «аукштайти» зазвичай мали на увазі етнографічну групу литовців, іноді зараховували їх до литвинів.
Антропологічний тип західних аукштайтів характеризується вираженою доліхокронією, вузьким, середньо-високим, сильно-профільованим в горизонтальному напрямку обличчям, низькими орбітами і виступаючим носом. Аукштайти відрізняються від синхронних їм жемайтів вираженою доліхокранією, більш вузьким (на 6 мм) обличчям і низькими очними орбітами. Невеликі розміри вилицевого діаметра, що не дозволяють зближувати антропологічний тип аукштайтів з типом жемайтів і балтійськими племенами в цілому, що свідчить про різне їхнє походження.
У розмові сучасних аукштайтів прослуховується так звана аукштайтська говірка (лит. aukštaičių tarmė), верхньо-литовський діалект. Це стосується одної з двох головних говірок литовської мови — нарівні з жемайтським. Цією говіркою говорять у Ауштайтіі, Дзукії та Сувалкії.
У XX столітті у складі аукштайтів виділяють локальну групу дзуків, яка характеризується особливостями мови (дзекання) і етно-генетичним походженням. Дзукійський діалект (південно-аукштайтський діалект — лит. pietų aukštaičiai) є діалект аукштайтської говірки.
Тісні міжетнічні контакти між аукштайтами та білорусами зумовили близькість і схожість їх матеріальної і духовної культури.
Займалися землеробством, скотарством. В епоху середньовіччя аукштайти склали ядро стародавньої литовської народності. Надалі з жемайтами (жмудинами) та іншими балтськими групами Литви консолідувалися в єдиний литовський етнос.